# سفارة أوكرانيا في البرتغال
سفارة أوكرانيا في البرتغال هي أرفع تمثيل دبلوماسي لدولة أوكرانيا لدى البرتغال. تقع السفارة في لشبونة وهي تهدف لتعزيز المصالح الأوكرانية في البرتغال.

## وصلات خارجية
- الموقع الرسمي
- قائمة سفارات أوكرانيا
- قائمة السفارات في البرتغال